# Coccoliet

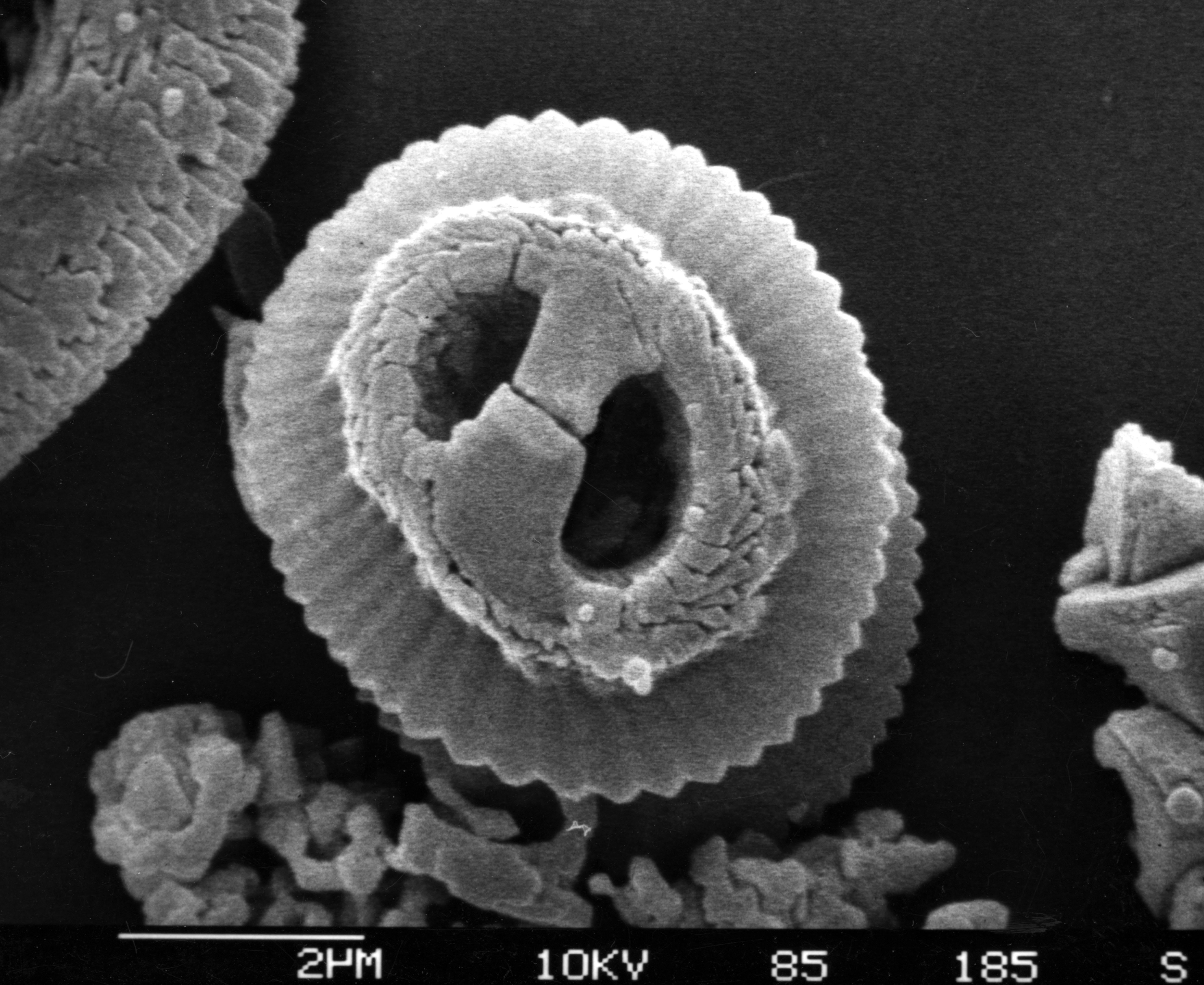
Een coccoliet van de soort Gephyrocapsa oceanica zoals gezien door een REM. De schaalbalk is 2 micrometer.

Coccolieten zijn microscopisch kleine plaatjes van calciet (CaCO3), die dienen als exoskelet van eencellige mariene algen: de coccolithoforen. De plaatjes zijn maximaal 10 μm groot en vormen een bol rond de cel van de coccolithofoor, de zogeheten coccosfeer. Het door massale afzetting van deze kalkschaaltjes ontstane krijtgesteente is karakteristiek voor de gelijknamige Krijt-periode.
Als de organismen sterven zinken de coccolieten naar de zeebodem en kunnen daar een pakket coccolietenslib vormen. In het Krijt heerste in West-Europa een veel warmer klimaat en stond het eustatische zeeniveau zo'n 100 meter hoger waardoor een groot deel van het continentaal plat onder water lag. In deze warme ondiepe zee (de Krijtzee) groeiden de coccolieten goed en de vorming van coccolietenslib was veel groter dan tegenwoordig. Door opheffing van oudere gesteenten is dit witte, zachte krijtgesteente op veel plekken in Noordwest-Europa te vinden: bijvoorbeeld in Zuid-Limburg, in de Kliffen van Dover en Calais, of in de Oostzee in de kliffen van de eilanden Rügen of Møn.
Vroeger werd krijtgesteente gebruikt om schoolkrijt van te maken. Later is men hiervoor gips gaan gebruiken.